# John O'Reilly
John O'Reilly (31 agosto 1952) è un batterista statunitense.

## Discografia

### Con i Rainbow
- 1995 – Stranger in Us All

### Con i Trans-Siberian Orchestra
- 2004 – The Lost Christmas Eve
- 2009 – Night Castle
- 2015 – Letters from the Labyrinth

### Con Earl Hines
- 1972 – Introducing Marva Josie

### Con Ritchie Havens
- 1978 – The Girl, The Gold Watch and Everything
- 1980 – Live at the Savoy
- 1982 – Beatles Collection

### Con Jack Starr
- 1990 – A minor Disturbance

### Con Joe Lynn Turner
- 1995 – Nothing's Changed
- 1997 – Under Cover
- 2003 – JLT
- 2005 – The Usual Suspects